# 母が白衣を脱ぐとき
『母が白衣を脱ぐとき』は、横山ミチルによる日本の漫画。本項ではアダルトゲーム版とアダルトビデオ版についても解説する。

## あらすじ
南中央病院の看護師長・倉持朝美は、院内で一目置かれる聖母のような存在。そんな朝美を虎視眈々と狙っていた整形外科医長・南雲隆は、骨折入院してきた少年・小林景文に目をつけ、「彼を骨折させたのは、君の息子だよ」という事実を突きつける。黙認する代わりに肉体関係を迫られ、朝美はそんな卑劣極まりない要求を拒みきれず、甘んじて一夜限りの関係を結んでしまう。

## 登場人物

### 南中央総合病院
倉持 朝美（くらもち あさみ）
声 -  井上瑞樹（アダルトゲーム版）、演 - 中森玲子（アダルトビデオ版）
本作の主人公。整形外科看護師長。40歳過ぎのバツイチ。
凛とした職務態度を貫く高潔な人物。多くの新人看護師にとって憧れの的であり、患者からの信頼も厚い。才色兼備で非常にグラマーなものの、9年前に離婚して以来ずっと異性からのアプローチは断ってきた。
そんな折、南雲に迫られて以降ひたすら性行為を繰り返していく。しかし、実子・陽平と肉体関係を持ってからは決別。その後しばらくは陽平とみなの3Pに興じていたが、突如姿を眩ます（恐らく妊娠の発覚が原因と思われる）。
それから1年7か月後、陽平とみなの結婚式に出産した陽太を伴って姿を現し、2人に祝福の言葉をかけて再び去っていった。
南雲 隆（なぐも たかし）
本作のキーパーソン。整形外科医長。朝美より年上のバツイチ。
2年前、南中央総合病院に引き抜かれてきたエリート医師。手術の腕が立ち、学会にも顔が利く有望株。一方、女好きのテクニシャンであり、手当たり次第に若い看護師と関係を持ってきたため、院内で浮いた噂が後を絶たない。
雨野 みな（あまの みな）
朝美の部下。整形外科看護主任。20代半ば。
新人時代は朝美のことを敬遠していたが、ある出来事をキッカケに慕うようになる。陽平とも面識があり、弟のように可愛がっている。朝美に劣らぬ爆乳を持ち、陥没乳頭をしている。異性との交際歴があり、すでに処女を卒業済み。
最終話で陽平と二人だけの結婚式を挙げ、朝美と再会。陽太とも対面を果たしている。
佐藤 夕子（さとう ゆうこ）
外科救急担当医。
ドライで打算的な性格。スレンダーで美乳の持ち主。コンタクトレンズを着用している。
朝美との関係を嗅ぎつけ、南雲に接触を試みる。

### その他
倉持 陽平（くらもち ようへい）
朝美の一人息子。高校3年生。
母親想いな優しい性格。家計を少しでも助けるため、自身もアルバイトをしている。将来何になりたいかとみなに尋ねられた時、看護師と答えていることから若干、マザコンの気がある。そのことをみなに揶揄われている。
小林とその取り巻きが母を見て、性的興奮を覚えているのを感じ取って、彼等と一悶着を起こすが、それが原因で母が南雲に脅され肉体関係を持たされることに繋がってしまう。南雲との肉体関係により帰りが遅くなっていたことに不満を持っていた時、些細なことから、陽平もみなと関係を持ち、交際するようになる。しかし、徐々に母の言動や行動から男の存在を感じ取るようになり、母と男の情事を想像する、みなとの情事の際、みなと母を重ねるようになるなど、母を女として見るようになっていき精神が不安定になっていく。母が小林たちに犯される動画をデジタルカメラを見たことで小林たちを襲撃するが返り討ちに遭い、偶然その場に居合わせた暴力団に救出されて緊急搬送され、自宅療養となる。療養時に母への当て付けでみなとの情事を行った。その後、佐藤からの助言を受けて帰宅した母との会話から、小林たちとの一悶着が全ての始まりであることを悟る。同時にデジタルカメラの動画を見て母を性的な目で見ていることを告白して強引に肉体関係を持ち、近親相姦を行う。当初は強く拒否されていたが、陽平が目の奥で泣いていることを悟った母が受け入れたことで関係が成立した。その情事は混浴している最中でのセックス、母が仕事を無断欠勤するほどの長時間に渡って続いた。途中で2人を心配して倉持家を訪問したみなを巻き込み、3Pにもなった。母が南雲と決別した後、暫くは母やみなとの3Pに興じ、受験勉強そっちのけで2人との肉体関係を独占していたが、突如母が姿を消したことで情緒が不安定となり、受験にも失敗する。原作最終話で一浪しながらも医師を目指して大学を受験し合格。同時にみなとの2人だけの結婚式を挙げる。そこで母と再会を果たし、祝福の言葉をかけられる。同時に弟陽太とも対面、陽太を伴って再び去っていく母を見送った。
小林 景文（こばやし かげふみ）
陽平の同級生。骨折のため、南中央総合病院に3週間入院することになった。
倉持 陽太（くらもち ようた）
陽平の弟で、朝美の第2子。生後間もない幼児。
肝心の父親については言及されておらず、朝美が長らく肉体関係にあった南雲、もしくは姿を晦ます直前に近親相姦を行った陽平のいずれか。

## 書誌情報
- 横山ミチル 『母が白衣を脱ぐとき』 ジーティーオー〈マグナムコミック〉、全6巻[1]
  1. 2010年6月30日発売 ISBN 9784860847449
  2. 2011年8月28日発売 ISBN 9784860847517
  3. 2012年12月31日発売 ISBN 9784860848798
  4. 2013年12月28日発売 ISBN 9784860848989
  5. 2015年1月13日発売 ISBN 9784860849405
  6. 2015年7月10日発売 ISBN 9784860849658